# Yanling (Xuchang)
Der Kreis Yanling (chinesisch 鄢陵县, Pinyin Yānlíng Xiàn) gehört zum Verwaltungsgebiet der bezirksfreien Stadt Xuchang im Zentrum der chinesischen Provinz Henan. Das Verwaltungsgebiet des Kreises Yanling hat eine Fläche von 868,5 km² und er zählt 571.500 Einwohner (Stand: Ende 2018). Sein Hauptort ist die Großgemeinde Anling (安陵镇).

## Administrative Gliederung
Auf Gemeindeebene setzt sich der Kreis aus fünf Großgemeinden und sieben Gemeinden zusammen. 